# Соколово (Берёзовский район)
Соколово (бел. Сакалова) — агрогородок в Берёзовском районе Брестской области Беларуси, центр Соколовского сельсовета. Население — 604 человека (2019).

## География
Агрогородок находится в 7 км к востоку от города Берёза. Местность принадлежит к бассейну Днепра, рядом с деревней существует сеть мелиоративных каналов со стоком в Ясельду. Рядом с западной окраиной Соколово проходит автомагистраль М1, к восточной окраине примыкает деревня Огородники, рядом с которой проходит шоссе Р136 в направлении на Белоозёрск. Ближайшие ж/д станции находятся в Берёзе и Бронной Горе (обе на магистрали Минск — Брест).

## История
Поселение известно с 1597 года, было дворянским имением в Слонимском повете Новогрудского воеводства Великого княжества Литовского.
После третьего раздела Речи Посполитой (1795 год) в составе Российской империи. Административно Соколово принадлежало Слонимскому уезду Гродненской губернии. В 1820-х годах построена деревянная католическая часовня, после подавления восстания 1863 года переделана в православную церковь. В 1886 году село в Песковской волости. С 1915 года оккупировано германскими войсками, с 1919 года до июля 1920 года и с августа 1920 года — войсками Польши (в июле временно установлена советская власть). 
Согласно Рижскому мирному договору (1921) село вошло в состав межвоенной Польши. В 1924 году принадлежало гмине Пески Косовского повета Полесского воеводства. 
С 1939 года в составе БССР. С 1940 года центр Соколовского сельсовета. В 1941—1944 годах оккупировано немецко-фашистскими захватчиками. 11 жителей деревни были убиты гитлеровцами в 1941—1942 годах.

## Население
| Численность населения (по годам) | Численность населения (по годам) | Численность населения (по годам) | Численность населения (по годам) | Численность населения (по годам) | Численность населения (по годам) | Численность населения (по годам) | Численность населения (по годам) | Численность населения (по годам) | Численность населения (по годам) | Численность населения (по годам) |
| 1886                             | 1897                             | 1905                             | 1924                             | 1940                             | 1959                             | 1970                             | 1999                             | 2005                             | 2009                             | 2019                             |
| -------------------------------- | -------------------------------- | -------------------------------- | -------------------------------- | -------------------------------- | -------------------------------- | -------------------------------- | -------------------------------- | -------------------------------- | -------------------------------- | -------------------------------- |
| 325                              | ↗532                             | ↗587                             | ↘582                             | ↗780                             | ↗871                             | ↗980                             | ↘766                             | ↘704                             | ↘678                             | ↘604                             |

## Достопримечательности
- Деревянная церковь Усекновения главы Иоанна Предтечи (1820, перестроена в 1864 году).
- Памятник землякам. В память о 91 земляке, погибшем в годы Великой Отечественной войны, в 1967 году установлен обелиск[5].
- Братская могила жертв фашизма. Похоронены 11 жителей деревни, уничтоженной в 1941—1942 годах. В 1952 году на могиле установлен обелиск[4].